# بوبي ستيل
بوبي ستيل (بالإنجليزية: Bobby Steel)‏ (25 يونيو 1888 في المملكة المتحدة - 1972) هو لاعب كرة قدم بريطاني (وحمل سابقاً جنسية المملكة المتحدة لبريطانيا العظمى وأيرلندا) في مركز مهاجم داخلي. لعب مع توتنهام هوتسبير ونادي غيلينغهام وPort Glasgow Athletic F.C. ‏ ونادي غرينوك مورتون.